# Danilo Ikodinović
Danilo 'Dača' Ikodinović (cirill írással Данило Икодиновић – Дача) (Belgrád, 1976. október 4. –) világ- és Európa-bajnok, olimpiai ezüstérmes vízilabdázó.

## Élete

### Magánélete
Felesége Nataša Bekvalac szerb popsztár, akitől a melbourne-i vízilabda-világbajnoksága alatt megszületett Hanna nevű lánya 2007 márciusában.

### Pályafutása
A szerb válogatottal világ- és Európa-bajnokságot, illetve olimpiai ezüst- és bronzérmet nyert, míg klubszinten többek között Euroliga-győztesnek mondhatja magát. A Partizan Beograd sportolója játszott korábban Olaszországban (ahol a Pro Reccóban Benedek Tiborral, majd Madaras Norberttel is együtt szerepelt) és Oroszországban is.

### Balesete
2008. június 27-én Nagybecskerek és Újvidék között, Káty község közelében motorbalesetet szenvedett. A vizsgálat megállapította, hogy a megengedett 80 helyett 173 kilométer per órás sebességgel haladt Yamaha motorjával, amikor nekiment egy azonos sávban traktort előző Zastavának. Felborult, jobb karját csak egy kis izomnyaláb tartotta a vállban, s fej sérülést is szenvedett. Még azon az éjjelen egy nyolctagú orvosi csoport hét órán keresztül operálta, majd napokig kómában tartották (az intenzív osztályt augusztus 3-án hagyhatta el). Egy párizsi klinikán – a karja egyes funkcióinak „megmentése” érdekében – több operációt hajtottak végre rajta.
Az októberi meghallgatások után november 18-án vádat emeltek ellene, majd 2009. március 5-én megszületett az újvidéki bíróság ítélete, bevonták motorosjogosítványát nyolc hónapra, s 70 ezer dinár (2009-ben ez mintegy 230 ezer forint) pénzbüntetéssel sújtották.